# Liana Mărgineanu
Liana Mărgineanu (n. 16 decembrie 1941, Timișoara) este o actriță română de teatru și film.

## Biografie
Liana Mărgineanu s-a născut la Timișoara, în 1941. A absolvit Institutul de Artă Teatrală și Cinematografică din București în 1963, la clasa profesorilor Ion Sahighian, David Esrig, George Rafael, Călin Florian. A jucat ca actriță la Teatrul Național „Vasile Alecsandri” din Iași, între 1964-1982 și la Teatrul Odeon între 1982-2002. La Iași fiind și profesor la Școala Populară de Artă.
Liana Mărgineanu este mama actriței Ada Navrot (născută la 15. 11. 1974). 

## Teatru

### Teatrul Național „Vasile Alecsandri” din Iași
- Gaițele , Alexandru Kirițescu, regia Dan Nasta - Wanda Serafim
- Livada de vișini, A. P. Cehov, regia Valeriu Moisescu - Charlotte
- Tango , Slawomir Mrozek, regia Cristian Hadji-Culea - Eleonora
- Don Juan, Max Frisch, regia Anca Ovanez - Miranda
- Poveste de iarnă, W. Shakespeare, regia Cătălina Buzoianu - Paulina
- Bolnavul închipuit, Moliere, regia Cătălina Buzoianu - Toinette
- Noaptea iguanei, Tenesse Williams, regia Sorana Coroama-Stanca - Maxine Faulk
- Troienele , Euripide, regia Anca Ovanez - Elena din Troia
- Dona Juana, Radu Stanca, regia Mihai Raicu - Dona Juana
- Vară și fum, Tenesse Williams, regia Crin Teodorescu - Rosa
- Acești nebuni fățarnici, Teodor Mazilu, regia Cristian Hadji-Culea - Silvia
- Căpitanul , Kopenik de Carl Zuckmeier, regia Cristian Hadji-Culea - Madame Obermuller
- Amphitrion , Peter Hachs, regia Călin Florian - Alemena
- O scrisoare pierdută, I.L. Caragiale, regia Anca Ovanez - Zoe
- Săgetătorul și Veac de iarnă, Ion Omescu, regia Sorana Coroama-Stanca și Ion Omescu - Păuna Ana
- Opinia publică, Aurel Baranga, regia Crin Teodorescu - Otilia, Maricica Tunsu, Niculina Gologan, Actrița

### Teatrul Odeon
- Iadul este amintirea fără puterea de a mai schimba ceva, Jonas Gardell, un spectacol de Mariana Cămărășan și Alexandra Penciuc - Mama
- Câtă speranță, Hanoch Levin, regia Radu Afrim - Soacra, Vânzătoarea, Prostituata versată
- Camera de hotel, Barry Gifford, regia Alexandru Dabija - Doamna Kashfi
- joi.megaJoy, Katalin Thuroczy, regia Radu Afrim - Hilda
- Marchizul de Sade, Doug Wright, regia Beatrice Rancea - Mama Madlenei
- Veronika se pregătește să moară, Paulo Coelho, regia Gelu Colceag - Mama Veronikăi
- Morți și vii, Ștefan Caraman, regia Ana Mărgineanu - Mama
- Marisol , Jose Rivera, regia Alexandru Berceanu - Doamna cu haina de blană
- Banda de magnetofon, Charles Freikin, regia Silvia Ionescu - Suzy
- Cea mai puternică, August Strindberg, regia Silvia Ionescu - Actrița
- Neînțelegerea , Al. Camus, regia Silvia Ionescu - Mama
- Cumetrele , Michel Tremblay, regia Petre Bokor - Reona
- Visul unei nopți de iarnă, Tudor Mușatescu, regia Sorana Coroamă-Stanca - Elvira
- Pescărușul , A.P. Cehov, regia Gelu Colceag - Polina
- Serenadă târzie, Alexei Arbuzov, regia Geta Vlad - Iulia

## Filmografie
- Nunta mută (2008)
- Mamaia (2013) - bătrână de la clubul social
- Detectiv fără voie - Doamna Comnoiu
- Chirita în provincie
- Accords et à cris Atlantis -  Marthe
- Margo  -
- Las fierbinți -
- Fright Night 2: New Blood / Noaptea fricii 2 (2013)
- Fluss des Lebens
- Zavera  - Venera
- Luca  - vecina Floarea

## Premii și distincții
- Festivalul de Dramaturgie Originală - Premiul pentru „cea mai bună actriță”,  (1975)